# Campeonato Africano de Lucha de 2016
El Campeonato Africano de Lucha se celebró en Egipto (Alejandría) entre el 3 y el 7 de marzo de 2016 bajo la organización de la Federación Internacional de Luchas Asociadas (FILA).

## Resultados

### Lucha grecorromana masculina
| Evento | Oro                                         | Plata                                | Bronce                                                |
| ------ | ------------------------------------------- | ------------------------------------ | ----------------------------------------------------- |
| 59 kg  | Rabie Taha · Egipto                         | Mouatez Djedaiet Argelia             | Fouad Fajari Marruecos ----                           |
| 66 kg  | Mohamed Ibrahim El-Sayed · Egipto           | Tarek Aziz Benaissa Argelia          | Soleymen Nasr Túnez ----                              |
| 71 kg  | Abouhalima Al-Sa'id · Egipto                | Ahamed Samorah Marruecos             | Akram Boudjemline Argelia Lukas Makana Thomas Namibia |
| 75 kg  | Mahmoud Fawzy Rashad Mohamed Sebie · Egipto | Aziz Boualem Marruecos               | Zander Geringer Sudáfrica ----                        |
| 80 kg  | Bachir Sidazara Argelia                     | Omar Khaled Shehata Ibrahim · Egipto | Yassine Sardi Marruecos ----                          |
| 85 kg  | Adem Boudjemline Argelia                    | Iskender Missaoui Mohamed Túnez      | Mohamed Mostafa Metwaly · Egipto · ----               |
| 98 kg  | Ahmed Mohamed Ibrahim Saad · Egipto         | Hamza Haloui Argelia                 | Choukri Atafi Marruecos ----                          |
| 130 kg | Mohamed Ahmed Abdellatif · Egipto           | Radhouane Chebbi Túnez               | Ali Bouachium Argelia ----                            |

### Lucha libre masculina
| Evento | Oro                                          | Plata                              | Bronce                                                                 |
| ------ | -------------------------------------------- | ---------------------------------- | ---------------------------------------------------------------------- |
| 57 kg  | Adama Diatta Senegal                         | Ebikweminmo Welson Nigeria         | Abdelghani Benatallah · Argelia · Mohamed Ihab Maghwari Hegab · Egipto |
| 61 kg  | Mathlouthi Chedli Túnez                      | Ammar Chergui Argelia              | Amr Essam Ramadan · Egipto · Naatele Sem Shilimela · Namibia           |
| 65 kg  | Amas Daniel Nigeria                          | Ibrahim Abdelhamid · Egipto        | Mbunde Cumba Nbali Guinea-Bisáu Tery van Rensburg Sudáfrica            |
| 70 kg  | Maher Ghanami Túnez                          | Johannes Petrus Botha Sudáfrica    | Nassrallah Lallouche · Argelia · Ali Ragab · Egipto                    |
| 74 kg  | Augusto Midana Guinea-Bisáu                  | Samy Hamdy Rabie Moustafa · Egipto | Melvin Bibo Nigeria Wilhelm Meyer Sudáfrica                            |
| 86 kg  | Mohamed Saadaoui Túnez                       | Mohamed Aly Zaghloul · Egipto      | Quintino Intipe Guinea-Bisáu Mohamed Mostefaoui Argelia                |
| 97 kg  | Ali Hamdy Amin Rabei Mosutafa · Egipto       | Martin Erasmus Sudáfrica           | Soso Tamaru Nigeria Cedric Yvan Tchouga Nyamsi Camerún                 |
| 125 kg | Diaaeldin Kamal Gouda Abdelmottaleb · Egipto | Slim Trabelsi Túnez                | Maurice Abatam Chad Mohamed Bendjilalli Argelia                        |

### Lucha libre femenina
| Evento | Oro                               | Plata                         | Bronce                                                  |
| ------ | --------------------------------- | ----------------------------- | ------------------------------------------------------- |
| 48 kg  | Rebecca Muambo Camerún            | Rosemary Nweke Nigeria        | Hanene Salaouandji Argelia ----                         |
| 53 kg  | Isabelle Sambou Senegal           | Mona Samir Mahmoud · Egipto   | Maroi Mezien Túnez ----                                 |
| 55 kg  | Odunayo Adekuoroye Nigeria        | Rim Ayari Túnez               | Norma Gordon Sudáfrica Joseph Essombe Taiko Camerún     |
| 58 kg  | Marwa Amri Túnez                  | Ifeoma Nwoye Nigeria          | Noura Khalil Hamid · Egipto · ----                      |
| 60 kg  | Hela Riabi Túnez                  | Amina Benabderrahmane Argelia | Jeanne-Marie Coetzer · Sudáfrica · Haiat Farag · Egipto |
| 63 kg  | Aminat Adeniyi Nigeria            | Amina Kamal Elsebaee · Egipto | Leanco Stans Sudáfrica Syrine Issaoui Túnez             |
| 69 kg  | Blessing Oborududu Nigeria        | Rihem Ayari Túnez             | Blandine Metala · Camerún · Nadia Antar · Egipto        |
| 75 kg  | Samar Amer Ibrahim Hamza · Egipto | Laure Ali Camerún             | Tassadit Amer Argelia Blessing Onyebuchi Nigeria        |